# 布拉佐鎮區 (密蘇里州佩里縣)
布拉佐鎮區（英語：Brazeau Township）是位於美國密蘇里州佩里縣的一個行政鎮區。

## 地方資料
布拉佐鎮區的面積為176.26平方千米，當中陸地面積為164.63平方千米，而水域面積為11.63平方千米。根據2020年美國人口普查的數據，當地共有人口1083人，而人口密度為每平方千米6.14人。